# Hermip d'Esmirna
Hermip d'Esmirna (Hermippus, Ἕρμιππος) fou un destacat filòsof grec anomenat pels escriptors com "el cal·limacà" ( Καλλιμάχειος), del qual es dedueix que fou deixeble de Cal·límac. Va viure de la meitat del segle III aC al final del segle (ja que va escriure una biografia de Crisip de nom Βίοι de la qual Περὶ τῶν ἐν Παιδείᾳ λαμψάντων o Περὶ τῶν ἑπτὰ Σοφῶν o Περὶ τῶν Νομοθετῶν, foren parts.
Βίοι τῶν Φιλοσόφων és la vida de Pitàgores, amb fragments sobre Empèdocles, Heràclit, Demòcrit, Zenó, Sòcrates, Plató, Aristòtil, Antístenes d'Atenes, Diògenes, Estilpó, Epicur, Teofrast, Heràclides, Demetri de Falèron, Crisip de Soli i altres,. A Βίοι τῶν ?ητόρων estan inclosos segurament Περὶ Γοργίον, Περὶ Ἰσοκράτους, Περὶ τῶν Ἰσοκράτους Μαθητῶν i Περὶ Ἱππώνακτος amb la vida d'alguns historiadors i poetes. En podrien ser parts el tractat Περὶ τῶν διαπρεψάντων ἐν Παιδείᾳ Δούλων, i Περὶ Μάγων.
Ateneu de Naucratis esmenta a un Hermip amb el renom de ἀστρολοψικός potser el mateix personatge, autor de  Περὶ Μάγων. Estobeu esmenta també un Hermip com a autor de Συναγωγὴ τῶν καλῶς ἀναφωνηθέντων ἐξ Ὁμήρου, però aquest podria ser Hermip de Beirut.